# Glykeria
Glykeria (née Glykeria Kotsoula, en grec moderne : Γλυκερία ; née le 16 novembre 1953 à Agio Pnevma (el), Serrès) est une chanteuse grecque active en Grèce et à Chypre, ainsi qu'en Israël, en France, en Turquie, en Espagne et en Angleterre.

## Discographie
- 1978 : Min Kaneis Oneira Trela
- 1980 : Sta Matia Kita Me
- 1981 : Ta Smyrneika
- 1983 : Apo ti Smyrni ston Peiraia
- 1984 : Stin Omorfi Nyhta (live)
- 1985 : Tragoudi Esthimatiko
- 1986 : Matia Mou
- 1987 : Me Panselino
- 1988 : Nea Selini
- 1990 : Ola Mou Ta Mystika
- 1991 : Ximerose
- 1992 : I Hora Ton Thavmaton
- 1992 : Nyhtes Magikes ki Oneiremenes (live)
- 1994 : Se Mia Schedia
- 1996 : I Glykeria Tragoudai Antoni Vardi
- 1998 : Maska
- 2000 : Harama 2000 (live)
- 2002 : Ta Rebetika
- 2004 : Aniksi
- 2006 : Vrohi ton Asterion
- 2008 : Ta Themelia mou sta vouna
- 2010 : I Agapi Einai Eleftheri
- 2014 : Kane kouragio ellada mou
- 2014 : The Voice of Greece, Arc